# Wegkapelle (Pfaffenzell)

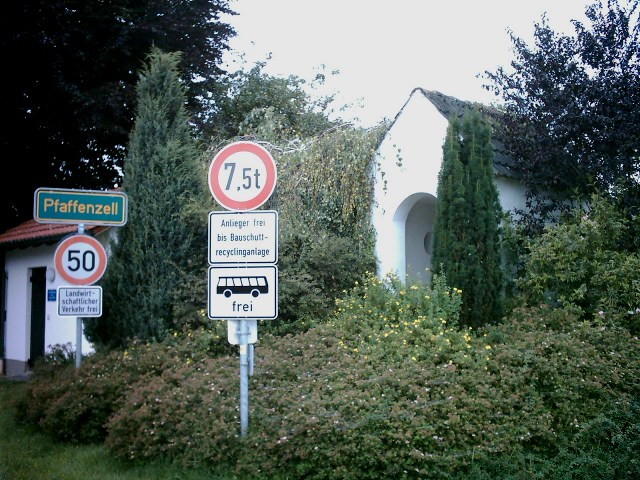
Wegkapelle in Pfaffenzell

Die katholische Wegkapelle in Pfaffenzell, einem Gemeindeteil von Affing im schwäbischen Landkreis Aichach-Friedberg in Bayern, wurde 1872 errichtet. Die Wegkapelle am nördlichen Ortsausgang ist ein geschütztes Baudenkmal.
Der kleine Rechteckbau mit Satteldach wurde vermutlich an der Stelle eines Vorgängerbaus errichtet.